# Alois Podhajsky
Alois Podhajsky (Mostar, 24 febbraio 1898 – Vienna, 23 maggio 1973) è stato un cavaliere austriaco.
Alois Podhajsky, dopo essere stato ufficiale nei Dragoni nell’esercito dell’impero austriaco e comandante dell’Istituto Militare di Equitazione e Guida, successe al Conte van der Straten come direttore della Scuola di equitazione spagnola di Vienna dal 1º giugno 1939.
Durante la guerra si operò per proteggere i cavalli e la sua scuola ottenendo anche l'aiuto del generale Patton, provetto cavallerizzo. 
Gli eventi furono poi raccontati in un libro "The Dancing White Horses of Vienna" divenuto il soggetto del film L'ultimo treno da Vienna diretto da Arthur Hiller per la Walt Disney.

## Palmarès
- Bronzo a Berlino 1936 nel dressage individuale.
- Vincitore ai Campionati Europei di Dressage del 1935 a Budapest